# Ozatlán
Ozatlán è un comune del dipartimento di Usulután, in El Salvador.
La sua popolazione al censimento del 2007 è di 12 443 abitanti